# George Broca
George Broca (* 3. Februar 1849 in Algier; † 1918) war der Direktor der Tramways du Nord in Paris und Erfinder der Broca-Rillenschiene für Straßenbahnen.

## Berufliche Entwicklung
Nachdem George Broca 1871 im Alter von 25 Jahren sein Studium an der École des Arts et Manufactures (Kunstgewerbeschule) abgeschlossen hatte, wurde Georges Broca zum Direktor für den technischen Dienst der Straßenbahngesellschaft Tramways du Nord. Kurz nach Amtsantritt stellte er 1876 als Alternative zur U-förmigen Loubat-Schiene, die 1852 von Alphonse Loubat für die Chemin de Fer Américain in Paris entwickelt worden war, eine stählerne Straßenbahn-Rillenschiene mit flachem Fuß vor, die in Walzwerken hergestellt werden konnte. Sie einen flachen Fuß und einen der Vignol-Schiene ähnlichen Kopf, in dem ähnlich eine Nut für die Spurkränze der Räder eingewalzt war.
Nachdem er diese neue Schiene in England mit einem sechsmonatigen exklusiven Patent vorgestellt hatte, erprobte er sie 1879 auf einem Streckenabschnitt der Tramways du Nord in Paris getestet. 1881 wurden auf der Strecke Louvre–Versailles 300 Meter Schiene durch das Broca-System ersetzt. Die Erprobung verlief sehr erfolgreich, woraufhin das Schienenprofil verbessert wurde, um einen besseren Lauf der Straßenbahnen zu gewährleisten.
Die Société anonyme des Mines et Usines du Nord et de l’Est de la France in Trith-Saint-Léger patentierte im September 1879 ein Walzsystem zur Herstellung von Rillenschienen. Es bestand aus zwei Kopfwalzen und einer Vertikalwalze mit entsprechender Kalibrierung. Die senkrechte Walze wurde durch das durchziehende Walzgut oder durch Zahnräder gedreht. Auf den über das Walzengestell hinausragenden Walzenenden befanden sich der Schiene entsprechend profilierte Kopfwalzen A und B. Die bis auf die Rille fertig hergestellte Schiene wurde zwischen diese Kopfwalzen gebracht und dabei gleichzeitig der Einwirkung der senkrechten Walze D ausgesetzt, welche die Rille in die Schiene eindrückte. Das in dieser Patentschrift beschriebene Konzept wird heute weltweit zur Herstellung von Straßenbahnschienen eingesetzt.

## Würdigung
1892 wurde er zum Ritter der Ehrenlegion (Chevalier de la Légion d’honneur) geschlagen und 1912 zum Offizier der Ehrenlegion (Officier de la Légion d’honneur) befördert.